# نجوم Ap وBp

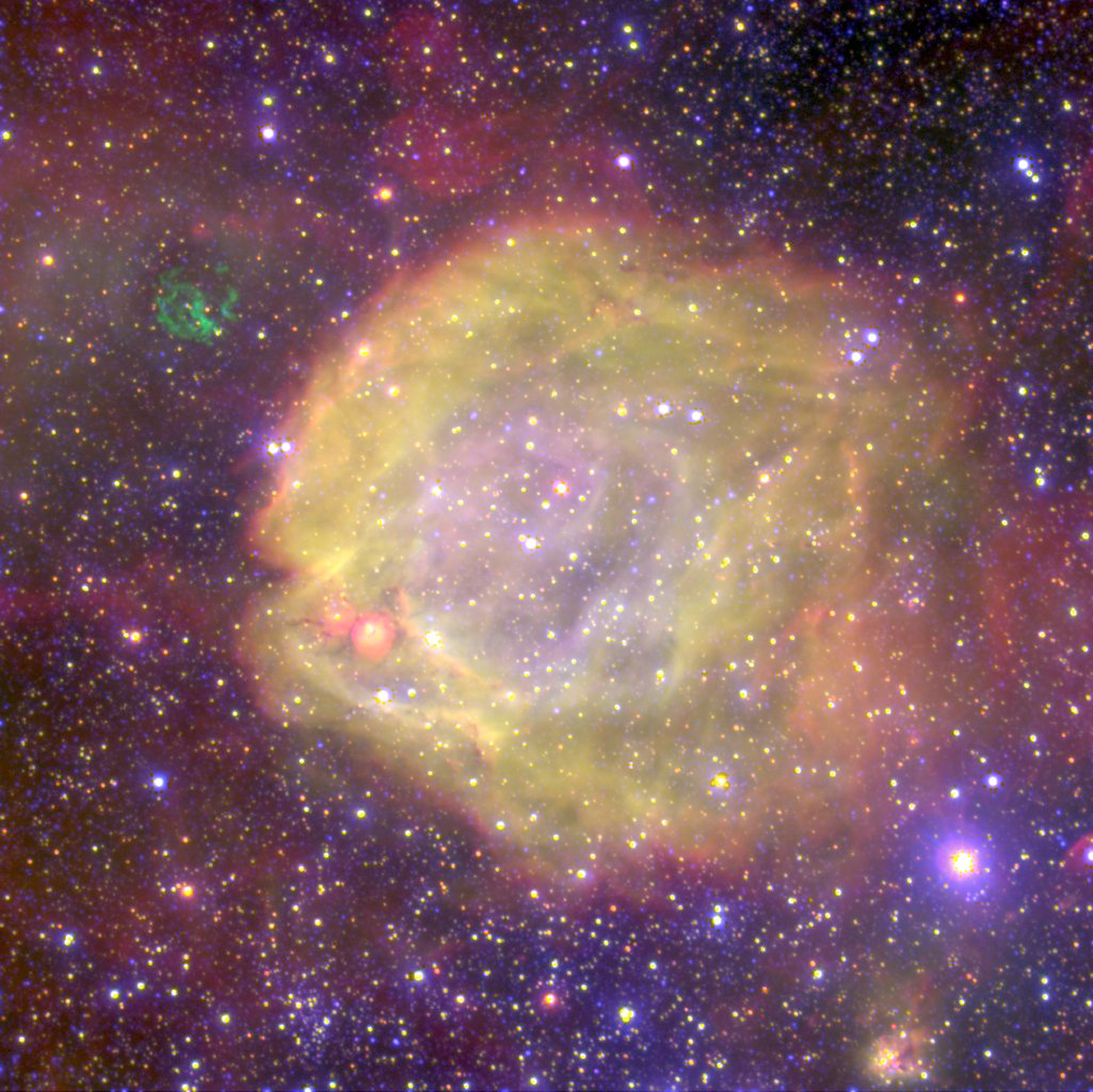
نجم AB7 يعرف كسحابة مضيئة (سديم) في مجرة ماجلان الكبرى التابعة لمجرتنا.

نجم إيه بي (بالإنجليزية: Ap Star) نوع من النجوم الساخنة، لها درجة حرارة على السطح تصل إلى 10.000 كلفن وتكون من التصنيف الطيفي ِ A و B وتختلف في تركيبها الكيميائي كثيرا عن غالبية نجوم الجيل المبكر التي تكونت في الكون. تظهر في أطياف تلك النجوم خطوط واضحة للكروم والمنجنيز والسليكون أو سترونتيوم كما تظهر في أطيافها ما لا يوجد في أطياف النجوم العادية من خطوط العناصر الأرضية النادرة. . وتتسم بمجالات معناطيسية شديدة قد تبلغ 33 ألف جاوس في حين يبلغ المجال المغناطيسي للنجوم الأخرى بين عدة آلاف جاوي إلى عشرة آلاف جاوس.
ترجع التسمية „Ap“ إلى تصنيفها الطيفي A مضافا إليه „p“ من كلمة peculiar الإنجليزية، بمعنى «عجيب» أو «غريب». وكثيرا ما تتغير حطوط اطيافهم دوريا أو بطريقة شبه دورية، ولذلك تسمى أطياف تلك الفئة من النجوم «متغيرة الطيف». ويمكن تقسيم تلك الفئة من النجوم إلى نجم-سليكون ونجم-منجنيز أو نجم-كروم.

## خواصها
تتسم نجوم إيه بي بأن لها مجالا مغناطيسيا يبلغ تدفقه عدة آلاف غاوس. وعلاوة على ذلك فهي تعد من ضمن النجوم المتغيرة النابضة وتبلع سرعة دورانها حول محورها بين 5 دقائق و21 دقيقة. ولهذا تسمى أحيانا نجوم إيه بي سريعة
التذبذب لاهتزاز rapidly oscillating Ap stars.
تتميز نجوم roAp-Stars بدرجات حرارة للسطح بين 6400 و 8400 كلفن (بالمقارنة بدرجة حرارة سطح الشمس 5700 درجة). وهي تتذبذب بدورات بين 5 - 21 دقيقة، ويتحكم في تذبذبها أختلافات الضغط على سطحها. يقع نوع «نجوم إيه بي آر أو» في تصنيف هرتزشبرونج-راسل أيضا في منطقة وجود نجوم إيه بي الغير متغيرة. ويبدو أنه لا يوجد اختلاف بين النوعين من وجهة الكتلة والتركيب الكيميائي أو العمر أو شدة المجال المغناطيسي.
.
ويعتقد أن أسباب أحرى تتسبب في تغير لمعان نجوم إيه بي منها امتصاص متغير في سحابات مغناطيسية في جو النجم وتغير في الدوران بسبب بقع في أغلفتها الضوئية.
لا يحدث تغير الطيف دوريا تماما في نجوم إيه بي تدور وأنما قد تزيد سرعة الدوران أو تقل، وهذا ماتبينه القياسات. ويعتقد أن هذا التغير في زمن الدورة يعود إلى تغير في قطر النجم طبقا لنجوم النسق الأساسي بانخفاض في عزم الدوران بسبب الريح النجمية.

## نشأتها
تصل سرعة دوران النجوم في نجوم النسق الأساسي ومن ضمنها نجوم بي-ب أقل سرعة من سرعة دوران نجوم إيه بي. تلك النجوم تصنف بكونهانجوم بي-ب  Bp Star وتصل سرعة دورانها نحو 24 ساعة. ويعتقد أن الريح النجمية هي سبب انخفاض سرعة دوران النجوم.

## اقرأ أيضا
- نجم إيه بي 7
- نجم إيه إم
- دلتا وحيد القرن نجم
- تصنيف نجمي
- تصنيف الطيف